# Carrément à l'ouest
Pour plus de détails, voir Fiche technique et Distribution.
Carrément à l'ouest est un film français réalisé par Jacques Doillon, sorti en 2001.

## Synopsis
Alex, qui vit de petites magouilles, fait la rencontre de deux filles, Fred, dont le jules lui doit de l'argent, et Sylvia, tendre et solitaire. Tous trois se retrouvent pour une nuit dans un hôtel de luxe. En quelques heures se succèdent chassés-croisés, visiteurs inattendus, larmes, coups de griffes et fous rires. Au matin, chacun doit faire son choix.

## Fiche technique
- Titre : Carrément à l'ouest
- Réalisation : Jacques Doillon
- Scénario : Jacques Doillon
- Production : Richard Djoudi
- Société de production : Diba Films, France 3 Cinéma
- Musique : Dom Farkas, Dom et Jean Lemou
- Photographie : Caroline Champetier
- Montage : Catherine Quesemand
- Décors :
- Costumes : Mic Cheminal
- Pays de production :  France
- Lieu de tournage : Paris,  France
- Genre : comédie dramatique
- Durée : 97 minutes
- Format :
- Budget :
- Dates de sortie : 
  - France : 23 mai 2001
  - Belgique : 29 août 2001

## Distribution
- Lou Doillon : Fred
- Caroline Ducey : Silvia
- Guillaume Saurrel : Alex

## Autour du film
La première assistante du réalisateur se trouve être l'une des filles du réalisateur, Lola Doillon.